# Yongheshi (köpinghuvudort i Kina, Zhejiang Sheng, lat 29,97, long 121,05)
Yongheshi (kinesiska: 永和市, 永和镇) är en köpinghuvudort i Kina. Den ligger i provinsen Zhejiang, i den östra delen av landet, omkring 90 kilometer öster om provinshuvudstaden Hangzhou. Antalet invånare är 14 091. Befolkningen består av 6 962 kvinnor och 7 129 män. Barn under 15 år utgör 11,0 %, vuxna 15-64 år 75 %, och äldre över 65 år 13,0 %.
Runt Yongheshi är det tätbefolkat, med 735 invånare per kvadratkilometer. Närmaste större samhälle är Shangyu, 17,4 km väster om Yongheshi. Trakten runt Yongheshi består till största delen av jordbruksmark.
Genomsnittlig årsnederbörd är 1 996 millimeter. Den regnigaste månaden är juni, med i genomsnitt 338 mm nederbörd, och den torraste är januari, med 70 mm nederbörd.